# Quadro de medalhas dos Jogos Olímpicos de Inverno de 2010

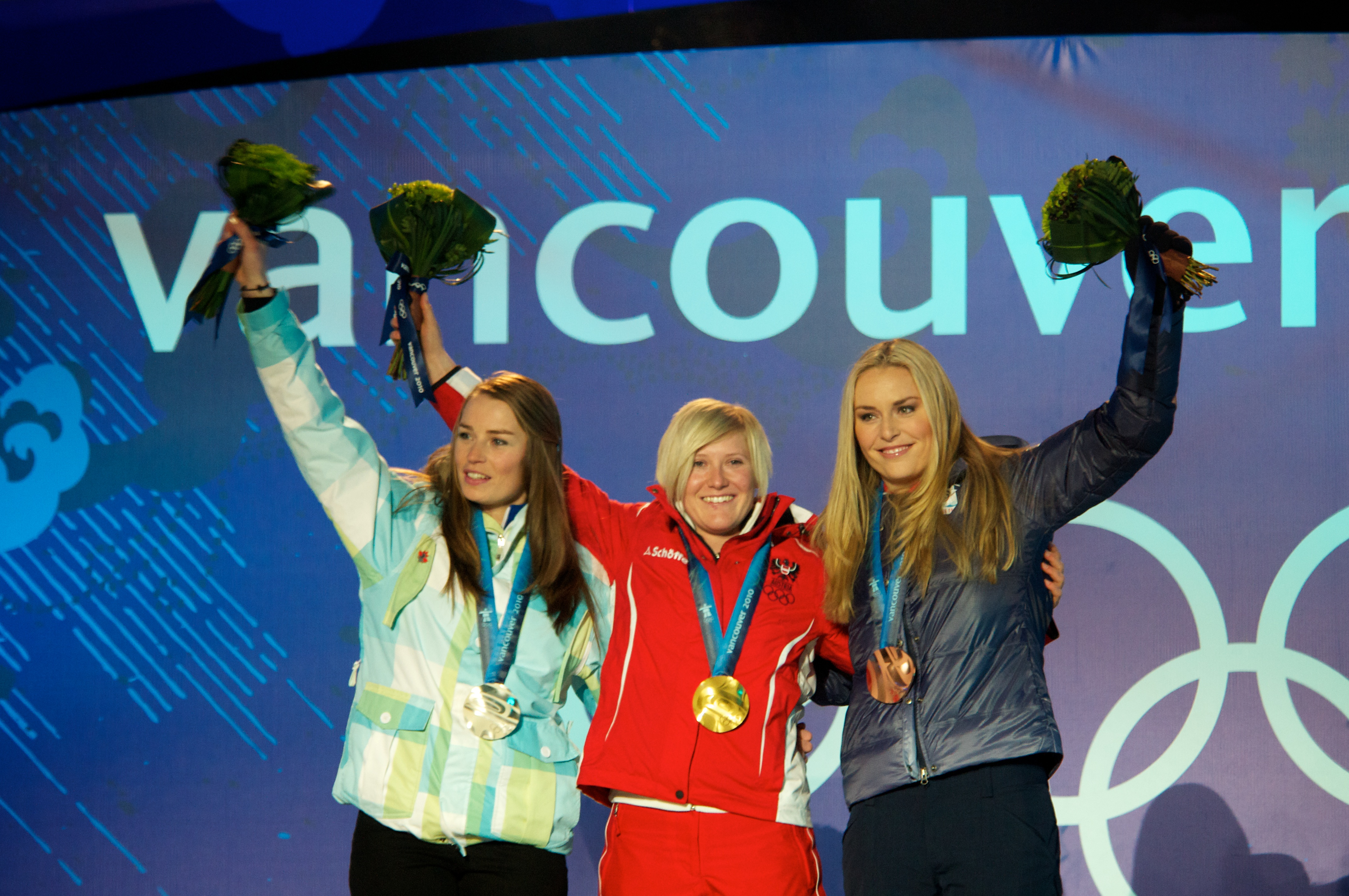
Da esquerda para direita: Tina Maze da Eslovênia (prata), Andrea Fischbacher da Áustria (ouro) e Lindsey Vonn dos Estados Unidos (bronze) com as medalhas que conquistadas no Super-G feminino no esqui alpino.

O Quadro de medalhas dos Jogos Olímpicos de Inverno de 2010 é uma lista que classifica os Comitês Olímpicos Nacionais de acordo com o número de medalhas conquistadas nos Jogos realizados em Vancouver, no Canadá. Foram disputadas 86 finais em 15 esportes.
A primeira medalha de ouro foi conquistada pelo suíço Simon Ammann no salto de esqui individual em pista normal. O Canadá, que não havia conquistado nenhuma medalha de ouro nas duas edições de Jogos Olímpicos que sediou (Montreal 1976 e Calgary 1988), encerrou o jejum com a vitória de Alexandre Bilodeau na prova moguls masculino do esqui estilo livre, no segundo dia de competições. Ao final dos Jogos, o país-sede liderou o quadro de medalhas em número de ouros e ainda quebrou o recorde de títulos olímpicos numa mesma edição, 14, superando a Noruega em Salt Lake City 2002 e a União Soviética em Innsbruck 1976. Na contagem pelo total de medalhas, os Estados Unidos lideraram, também quebrando recorde, 37, superando a Alemanha em 2002.
Dois países conquistaram sua primeira medalha de ouro em Jogos de Inverno: Anastazia Kuzmina, da Eslováquia, venceu a prova de velocidade do biatlo, e Alexei Grishin, da Bielorrússia, ficou com o primeiro lugar no aerials masculino do esqui estilo livre.

## O quadro

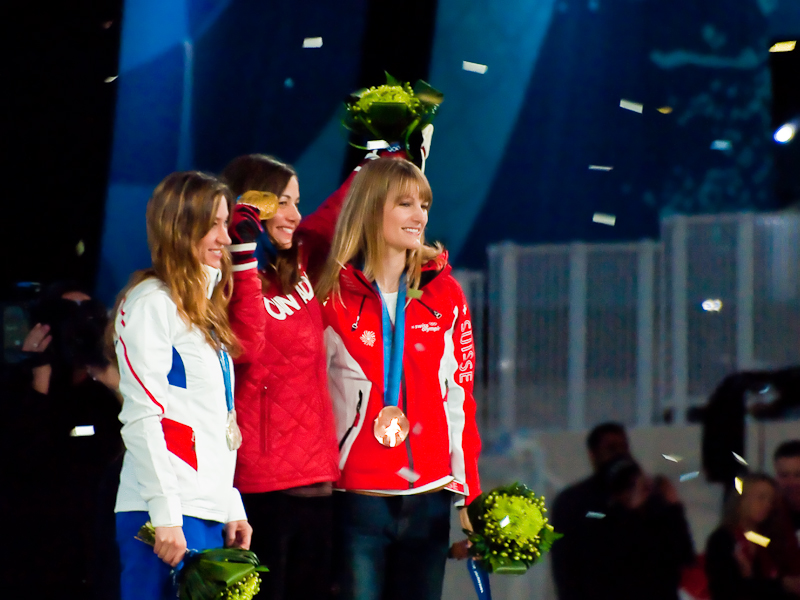
Pódio do snowboard cross feminino.

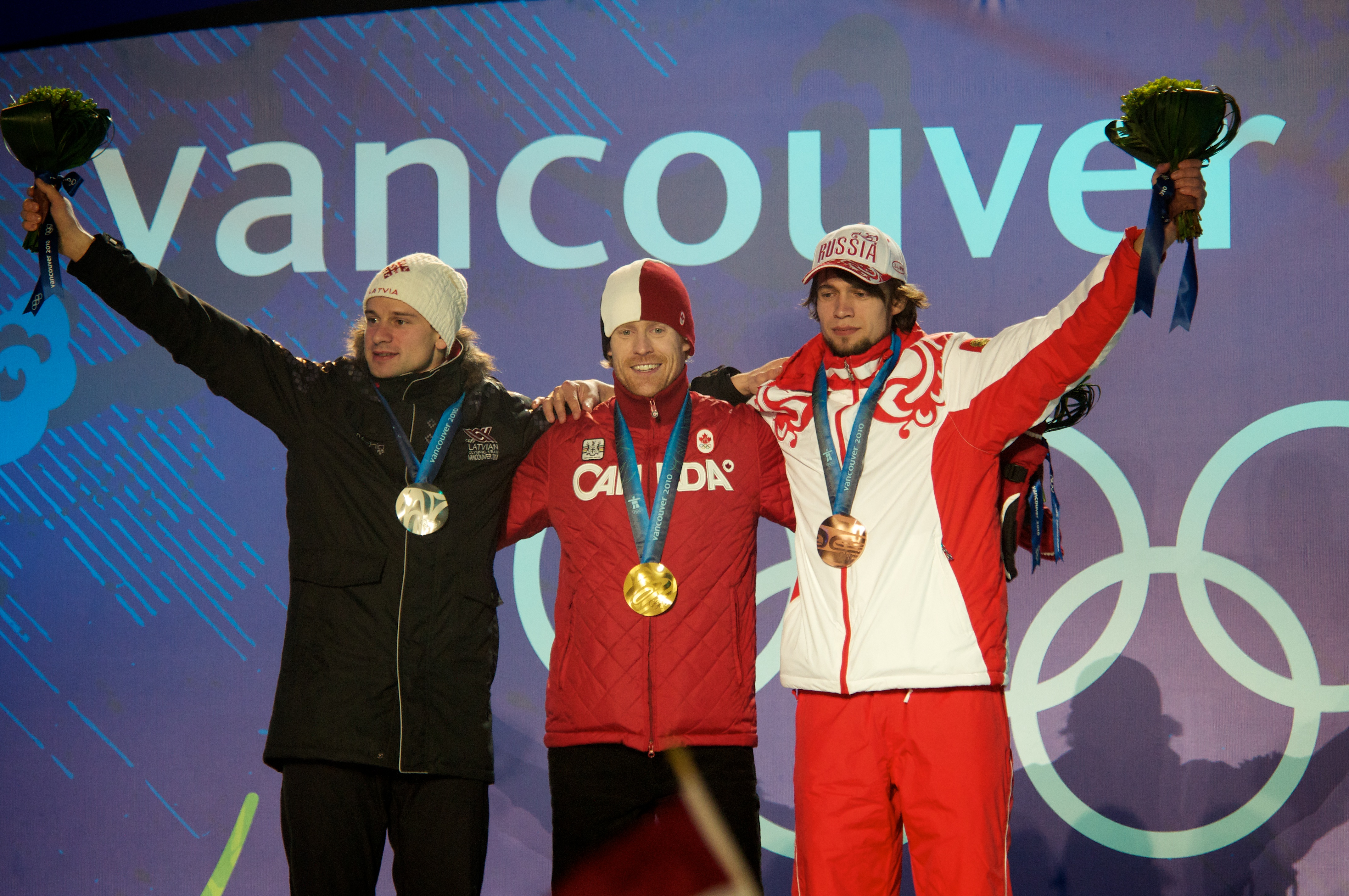
Medalhistas do skeleton masculino.

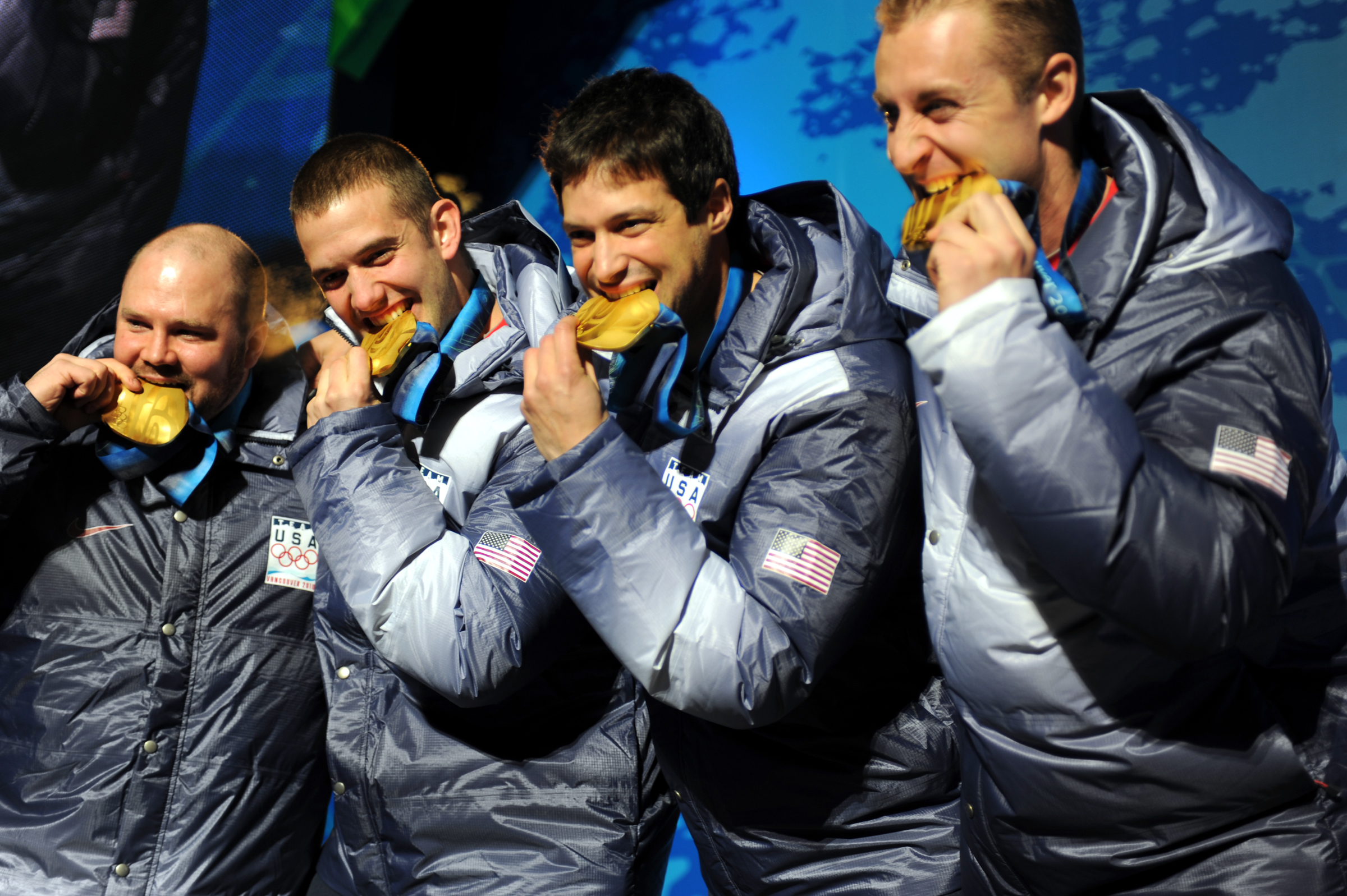
Equipe dos Estados Unidos celebra o ouro no bobsleigh.

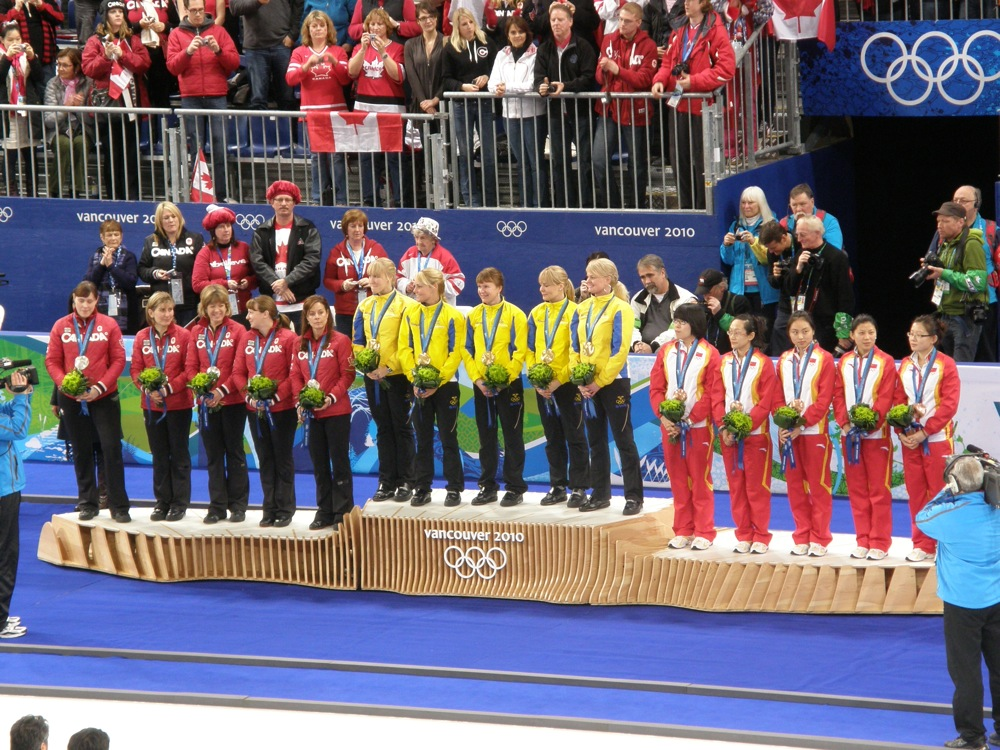
Pódio do curling feminino.

O quadro de medalhas está classificado de acordo com o número de medalhas de ouro, estando as medalhas de prata e bronze como critérios de desempate em caso de países com o mesmo número de ouros. O Comitê Olímpico Internacional não reconhece a existência de um quadro de medalhas, alegando que isso cria uma competição entre os países, o que não é o objetivo dos Jogos.
No evento individual masculino do biatlo, houve um empate na segunda colocação e duas medalhas de prata foram entregues. Nenhum atleta recebeu a medalha de bronze.
     País sede destacado.
| Ordem | País                | Medalha de ouro | Medalha de prata | Medalha de bronze |     |
| ----- | ------------------- | --------------- | ---------------- | ----------------- | --- |
| 1     | CAN Canadá          | 14              | 7                | 5                 | 26  |
| 2     | GER Alemanha        | 10              | 13               | 7                 | 30  |
| 3     | USA Estados Unidos  | 9               | 15               | 13                | 37  |
| 4     | NOR Noruega         | 9               | 8                | 6                 | 23  |
| 5     | KOR Coreia do Sul   | 6               | 6                | 2                 | 14  |
| 6     | SUI Suíça           | 6               |                  | 3                 | 9   |
| 7     | CHN China           | 5               | 2                | 4                 | 11  |
|       | SWE Suécia          | 5               | 2                | 4                 | 11  |
| 9     | AUT Áustria         | 4               | 6                | 6                 | 16  |
| 10    | NED Países Baixos   | 4               | 1                | 3                 | 8   |
| 11    | RUS Rússia          | 3               | 5                | 7                 | 15  |
| 12    | FRA França          | 2               | 3                | 6                 | 11  |
| 13    | AUS Austrália       | 2               | 1                |                   | 3   |
| 14    | CZE República Checa | 2               |                  | 4                 | 6   |
| 15    | POL Polônia         | 1               | 3                | 2                 | 6   |
| 16    | ITA Itália          | 1               | 1                | 3                 | 5   |
| 17    | BLR Bielorrússia    | 1               | 1                | 1                 | 3   |
|       | SVK Eslováquia      | 1               | 1                | 1                 | 3   |
| 19    | GBR Grã-Bretanha    | 1               |                  |                   | 1   |
| 20    | JPN Japão           |                 | 3                | 2                 | 5   |
| 21    | CRO Croácia         |                 | 2                | 1                 | 3   |
|       | SLO Eslovênia       |                 | 2                | 1                 | 3   |
| 23    | LAT Letônia         |                 | 2                |                   | 2   |
| 24    | FIN Finlândia       |                 | 1                | 4                 | 5   |
| 25    | KAZ Cazaquistão     |                 | 1                |                   | 1   |
|       | EST Estônia         |                 | 1                |                   | 1   |
| TOTAL | TOTAL               | 86              | 87               | 85                | 258 |